# Santa Maria la Stella
Santa Maria la Stella è una frazione italiana divisa tra i comuni di Aci Sant'Antonio ed Acireale, nella Città metropolitana di Catania, a circa 326 metri sul livello del mare.

## Storia
La località è sita su quei territori che in passato costituivano il bosco d'Aci coperti dalla colata lavica generata dall'eruzione dell'Etna del 1329. Negli anni successivi i contadini iniziarono una lenta bonifica avviando delle coltivazioni.
Il nome del paese trae molto probabilmente origine dalla presenza di un antico rifugio, oggi scomparso, dove era presente un dipinto di autore ignoto, raffigurante i Re Magi in venerazione della Madonna sul cui capo splendeva una stella. I viandanti trascorrevano la notte all'interno di questo rifugio e imploravano la Vergine della Stella affinché li proteggesse durante il loro cammino.
Man mano questo rifugio divenne angusto per le persone che cercavano riparo, cosicché verso la fine dell'800 venne edificata la prima piccola chiesa dedicata alla Madonna della Stella. Proprio attorno alla primitiva chiesa cominciarono a sorgere i casolari che diedero vita all'odierna frazione.

## Feste religiose

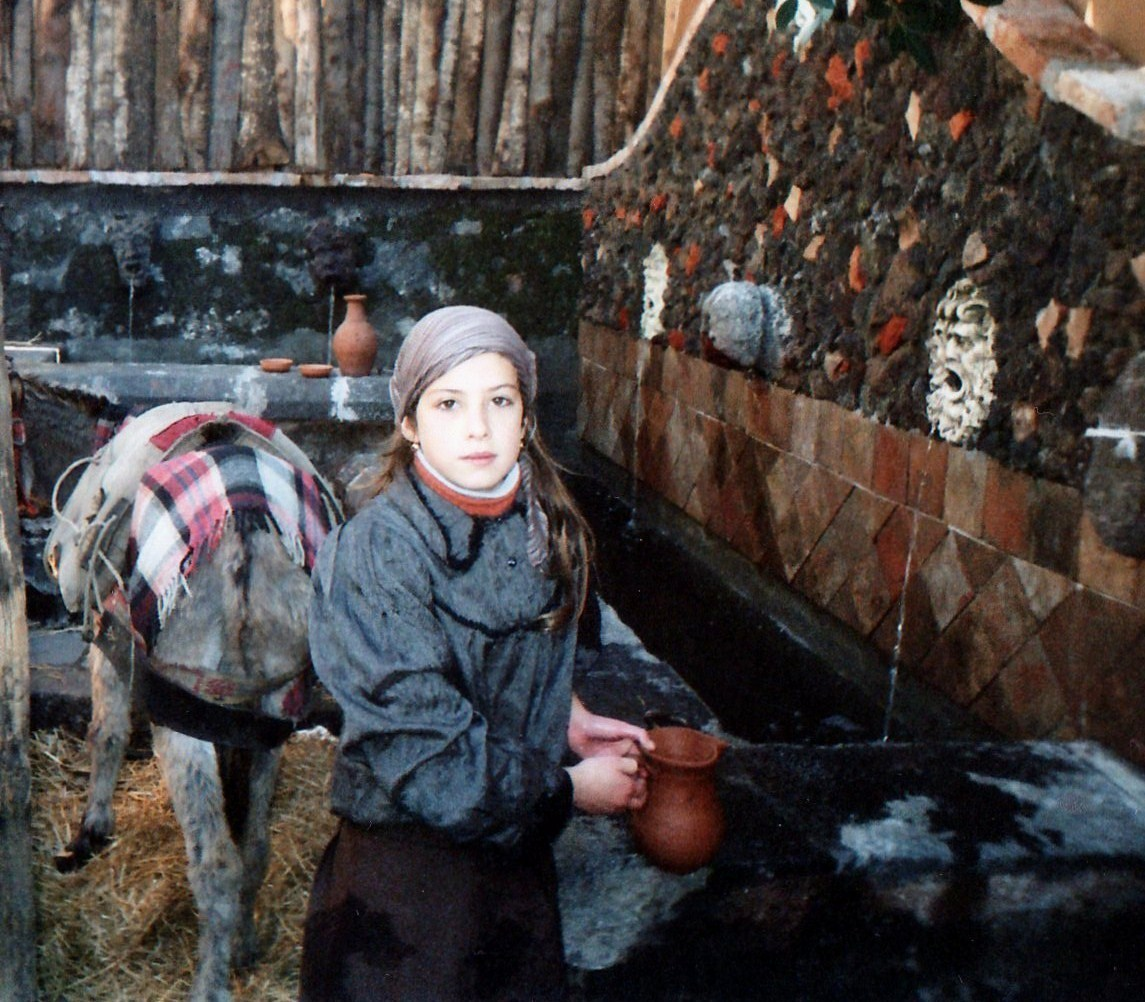
Una giovane artigiana siciliana prepara la scena di un presepe vivente a Santa Maria La Stella, Antichi Mestieri, 2005

Il 10 agosto si tiene la festa di San Lorenzo martire. L'ultima domenica di agosto, invece, viene celebrata la festa della patrona, la Madonna della Stella, il quale il comitato festeggiamenti organizza una suggestiva e tradizionale "calata dell'Angelo" in piazza centrale dopo aver fatto una "trasuta o chianu" correndo tra i maestosi fuochi pirotecnici. 
Nel periodo natalizio si tiene il Presepe Vivente degli Antichi Mestieri, dove vengono rappresentati gli antichi mestieri siciliani. Dal 2018 fino al 2020 veniva fatta una piccola manifestazione dal nome "venite adoremus", rievocazione storica della comunità.

## Manifestazioni
Ci sono varie manifestazioni che vengono organizzate d'estate dall'Associazione Giovani di Santa Maria la Stella; una delle più consuete è Stella's Got Talent, il quale prevede l'esibizione di ragazzi e non, al fine di valorizzare i talenti.

## Luoghi di Culto
- Chiesa parrocchiale di Santa Maria La Stella